# Johannes von Gmunden
Johannes von Gmunden (Johannes de Gamundia, né vers 1380/84 à Gmunden , Haute-Autriche, décédé le  23 février 1442 à Vienne ) est un mathématicien et astronome autrichien.  Il est considéré comme le fondateur de la prestigieuse école d'astronomie de Vienne. 

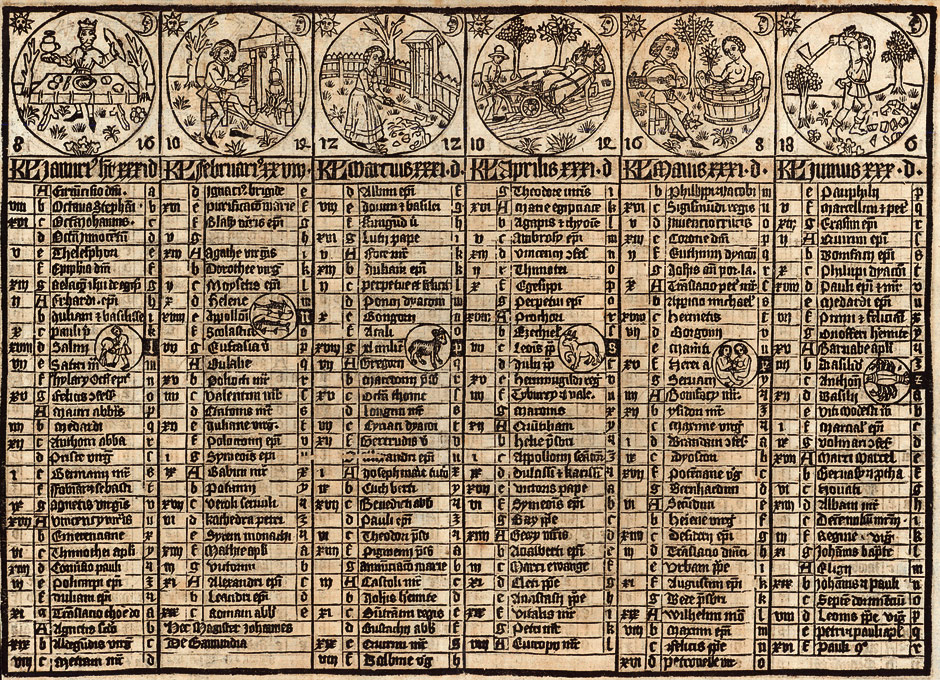
Calendrier d'après Johannes von Gmunden, impression vers 1470

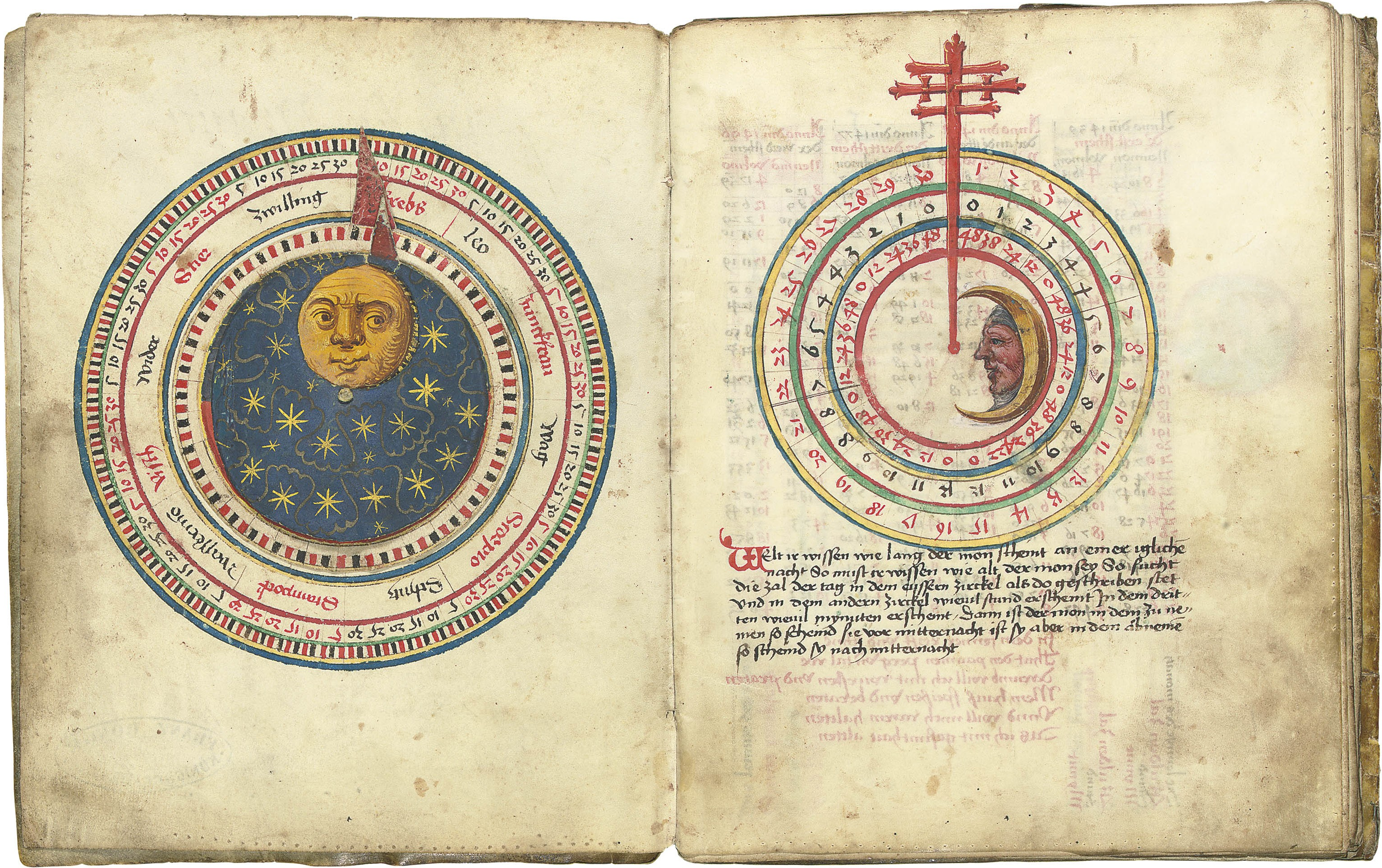
Calendrier soleil et lune (Nuremberg 1496). Cumul des lunes en fonction de l'âge de la lune (1-29 jours)

## Biographie
En 1406, il obtient son doctorat à l'Université de Vienne.  À partir de 1408, il donne des conférences sur la physique d'Aristote (1408), les Météorologiques (1409, 1411), Peter Hispanus (1410) et l' algorismus de minutiis (1412).  Il enseigne en s'appuyant sur  des modèles fonctionnels et en fabriquant des instruments astronomiques en carton avec ses élèves.  Ainsi, les étudiants pouvaient apprendre avec lui la fonction et l'utilisation de l'astrolabe.  En 1412, à la suite d'une grave maladie, il étudie la théologie, dont il obtient le  baccalauréat en 1416. Il ne reprend ses conférences qu’à partir de 1419, cette fois sur algorismus de integris. 
Dans l' édition de 1514 de ses tables des éclipses : Viri Mathematici (de) , Georg Tannstetter (de)  ajoute une histoire des mathématiciens et astronomes de Vienne dans laquelle il mentionne Johannes von Gmunden, en particulier ses écrits et ses disciples. Johannes von Gmunden a créé des tables planétaires (1437 et 1440) et des calendriers ( almanachs ).  La série de calendriers pour la période de 1439 à 1514 a été largement utilisée. Elle compte encore aujourd'hui 99 exemplaires.  Il a également encouragé la révision des tables alphonsines , entreprise par son successeur, Georg von Peuerbach et son élève Regiomontanus, et achevée par Johannes Engel (de) en 1510.   
Johannes von Gmunden  fonde l’École astronomique de Vienne (de).   
En tant que chanoine de la cathédrale Saint-Étienne, il y est enterré. Il lègue ses manuscrits astronomiques, mathématiques et astrologiques à l'Université de Vienne, constituant ainsi la base de la bibliothèque universitaire. 
L'astéroïde (15955) Johannesgmunden a été nommé en son honneur. À l'occasion de son 600ème anniversaire, la poste autrichienne a émis en 1984 un timbre en son honneur.

## Œuvres
- Astrolabee quo primi mobilis motus deprehenduntur canones (1515)
- Hubert LL Busard (éditeur) Johannes de Gamundia: Le Traité de sinibus, chordis et arcubus de Johannes von Gmunden , Académie autrichienne des sciences, mémorandums du math-naturwiss.  Classe, volume 116/3, maison d'édition Springer (en commission), Vienne 1971